# Anchoa marinii
Anchoa marinii is een straalvinnige vis uit de familie van ansjovissen (Engraulidae), orde haringachtigen (Clupeiformes), die voorkomt in het zuidwesten van de Atlantische Oceaan.

## Beschrijving
Anchoa marinii kan een maximale lengte bereiken van 14 centimeter. Van de zijkant gezien heeft het lichaam van de vis een langgerekte vorm, van bovenaf gezien is de vorm het best te typeren als ovaal. De kop is min of meer recht. De ogen zijn normaal van vorm en zijn symmetrisch. De bek is onderstandig.
De vis heeft één rugvin en één aarsvin. Er zijn 12 of 13 vinstralen in de rugvin en 20 tot 24 vinstralen in de aarsvin.

## Leefwijze
Anchoa marinii is een zoutwatervis die voorkomt in subtropische wateren. De soort is voornamelijk te vinden in getijdestromen op een diepte van maximaal 20 meter.
Het dieet van de vis bestaat hoofdzakelijk uit zoöplankton.
De soort staat niet op de Rode Lijst van de IUCN.